# Recherche générative assistée par intelligence artificielle
La recherche générative assistée par l'intelligence artificielle est une technologie, encore émergente, de recherche en ligne qui utilise l'intelligence artificielle générative pour fournir des réponses plus personnalisées, créatives et pertinentes aux utilisateurs, en combinant les capacités de traitement automatique des langues et de génération de contenu avec l'intelligence artificielle avec les fonctionnalités antérieures des moteurs de recherche.

## Étudié un texte et recense les mots difficiles et leur définition
La recherche générative assistée par l'IA repose sur des modèles d'IA générative tels que les réseaux antagonistes génératifs (GAN) et les architectures de transformateur génératif pré-entraîné (GPT). Ces modèles sont capables d'apprendre les motifs et la structure des données d'entrée pour ensuite générer de nouvelles données aux caractéristiques similaires.

## Exemples
- Perplexity AI : ce moteur de recherche conversationnel utilise des grands modèles de langage pour générer des réponses détaillées aux requêtes des utilisateurs. Il combine la recherche traditionnelle avec l'IA générative pour fournir des résultats plus complets et contextuels, tout en citant ses sources[1].
- Komo Search : ce moteur de recherche alimenté par l'IA privilégie la vitesse, la confidentialité et la navigation (sans publicité) et dispose d'un assistant virtuel (Komo Explore Assistant)[2].
- ChatGPT : cet outil d'IA générative (développé par OpenAI a été en 2023 intégré au moteur de recherche Bing par Microsoft[3].
- Google Search Generative AI Experience (SGE) : cette expérience de recherche alimentée par l'IA que Google est encore en développement en 2023, uniquement en anglais aux États-Unis, au Japon et en Inde, via le programme Search Labs[4], et elle devrait bénéficier de l'arrivée de Google Gemini (attendue pour la fin 2023).

## Avantages attendus et défis
La recherche générative assistée par l'IA offre des possibilités et « expériences de recherche » nouvelles, dont en termes de vitesse, fluidité et de pertinence des réponses. Mais elle présente encore des défis et des limites notamment liés aux propriétés des modèles d'IA génératives (qualité et fiabilité [possibles erreurs d'interprétation, hallucinations, biais ou formulation d'opinions non désirées], questions éthique ou sécurité des données) qui, selon Google devraient être peu à peu traitées par les mises à jour amélioratives des modèles et par la prise en compte des retours d'expérience des utilisateurs.
En 2024, Régis Petit a listé les atouts, les limites et les défauts majeurs des moteurs d'IA actuels. Voir http://www.regispetit.fr/liens.htm#ina_mot

## Expérience utilisateur
En 2023, Google souhaite que l'IA générative adopte un ton neutre, c'est-à-dire qu'elle évite de refléter de personnalité ou d'émotions dans ses réponses. Pour Google, le SGE devrait toujours fournir des réponses objectives et neutres, corroborées par des résultats web fiables. À la différence de ChatGPT, elle ne se veut ni familière ni empathique et n'utilise jamais le « je » dans ses réponses. Les principes de l'IA responsable (voir la déclaration de Montréal pour un développement responsable de l'intelligence artificielle) chez Google, insistent aussi sur l'évitement des biais, des inexactitudes, des contradictions ou des contenus indésirables dans les réponses générées par l'IA. Pour offrir une perspective plus diversifiée et humaine, Google a intégré à la SGE la fonctionnalité « Perspective », qui incorpore dans les résultats de recherche des images, des publications écrites, des avis d'experts ou des vidéos.